# Долинский, Милан
Ми́лан До́линский (чеш. Milan Dolinský; род. 14 июля 1935, Бруновце, Чехословакия) — чехословацкий футболист, выступал за сборную Чехословакии. Бронзовый призёр чемпионата Европы 1960.

## Биография

### Клубная карьера
Начинал игровую карьеру в 1953 году в клубе УНВ «Слован» (Братислава). По ходу сезона 1954 перебрался в другой чехословацкий клуб «Танкиста» (Прага). В 1956 году Долинский стал игроком клуба «Червена-Гвезда» (Братислава) (в будущем — «Интернациональ Словнафт»), где провёл основную часть своей карьеры. В сезоне 1958/59 вместе с командой стал чемпионом Чехословакии, а в следующем сезоне принял участие в Кубке европейских чемпионов, где сыграл в двух матчах предварительного раунда против португальского «Порту» и в двух матчах первого раунда с шотландским «Рейнджерс», которому команда уступила с общим счётом 4:5. На турнире забил два гола.

### Карьера в сборной
Дебютировал за сборную Чехословакии 10 мая 1959 года в ответном матче предварительного раунда отборочного турнира чемпионата Европы 1960 против сборной Ирландии. В дебютном матче отметился забитым голом. 6 сентября того же года сыграл в товарищеском матче со сборной СССР в Москве. Также принял участие в обоих матчах 1/8 и 1/4 финала европейской квалификации против сборных Дании и Румынии, причём в ворота Дании забил два мяча (по одному в каждом матче).
После успешно пройденной квалификации, Долинский был включён в состав сборной Чехословакии на чемпионат Европы 1960 года. На турнире сыграл в обоих матчах. 6 июля, в полуфинальной встрече со сборной СССР, Чехословакия потерпела поражение со счётом 0:3, а 9 июля, в матче за третье место против хозяев турнира сборной Франции, Чехословакия одержала победу со счётом 2:0 и стала бронзовым призёром чемпионата. После завершения чемпионата Европы за сборную больше не играл.

## Достижения
«Червена-Гвезда» Братислава
- Чемпион Чехословакии: 1958/59

Сборная Чехословакии
- Бронзовый призёр чемпионата Европы 1960